# Pollux b
Pollux b (Thestias) ist ein Exoplanet, der den rund 34 Lichtjahre von der Sonne entfernten Unterriesen Pollux umkreist, den hellsten Stern im Sternbild Zwillinge. Pollux (auch Beta Geminorum) ist damit der von der Erde aus gesehen hellste Stern (1,16 mag), von dem ein Planet bekannt ist.

## Namensherkunft
Zusätzlich zu seiner systematischen Bezeichnung, die sich aus dem Namen des Sterns und einem Kleinbuchstaben (entsprechend der Reihenfolge der Entdeckung) ergibt, erhielt Pollux b nach einem öffentlich ausgeschriebenen Wettbewerb der IAU am 15. Dezember 2015 den Eigennamen Thestias nach dem Patronym der Leda und ihrer Schwester Althaia. Leda ist in der griechischen Mythologie die Mutter der beiden Dioskuren Kastor und Pollux.

## Entdeckung
Die Entdeckung von Pollux b wurde am 21. Juni 2006 von Artie Hatzes veröffentlicht und basiert auf Beobachtungen durch das Alfred-Jensch-Teleskop der Thüringer Landessternwarte Tautenburg und das Harlan J. Smith Telescope des McDonald-Observatoriums. Bereits 1993 war aufgrund von Messungen der Radialgeschwindigkeit von Pollux die Existenz eines planetaren Begleiters vermutet worden. Es wurde jedoch zusätzlich noch eine Analyse der Spektrallinien vorgenommen, um etwaige Pulsationen des Sterns als Ursache für die Messwerte ausschließen zu können.
Alternativ erklärt eine Studie von 2013 die Messergebnisse mit einem stabilen, aber schwachen, dipolaren Magnetfeld von Pollux anstelle eines umlaufenden Planeten.

## Eigenschaften
Pollux b hat gemäß einer Studie von M. Kunitomo et al. von 2011 eine Mindestmasse von etwa 2,63 Jupitermassen und umkreist seinen Zentralstern in etwa 1,69 AE Entfernung. Die Umlaufzeit beträgt rund 589,7 Tage. Aufgrund der Masse des Planeten kann angenommen werden, dass es sich um einen Gasriesen handelt.